# Heteropan fuscescens
Heteropan fuscescens is een vlinder uit de familie van de bloeddrupjes (Zygaenidae). De wetenschappelijke naam van de soort is voor het eerst geldig gepubliceerd in 1906 door Dohrn.